# Eger
Eger ([ˈɛgɛr] llatí Agria, alemany Erlau, turc Eğri, serbocroata Jegar/Jегар o Jegra/Јегра, txec Jager, eslovac Jáger, eslovè Jagar, polonès Jagier) és una ciutat d'Hongria al comtat d'Heves, a l'est de les muntanyes Mátra prop del massís de Bükk i a la vora del riu Eger afluent del Tisza (Theiss), famosa pel seu castells, els banys termals i diversos edificis històrics, i pels seus vins.

## Història
La regió fou habitada des de molt antigament. En època històrica i vivien grups germànics, i després els àvars, fins a l'arribada dels eslaus. Al segle x hi van arribar els hongaresos i el rei Sant Esteve hi va fundar un bisbat el 1009. Fortalesa de frontera al segle xvi, els otomans, després de conquerir Temesvár i Szolnok, la van atacar el 1552 i fou defensada pel capità István Dobó que amb 2000 homes va resistir a 80000 turcs. Va caure en mans dels otomans el 12 d'octubre de 1596 després d'un curt setge iniciat el 21 de setembre anterior. La victòria otomana a Hac Ovasi (Mezö-Keresztes), prop d'Eger, l'octubre de 1596, els va garantir la possessió. Fou elevada a beglerbeglik amb sis sandjaks, un dels quals la mateixa Eğri, i les esglésies van esdevenir mesquites.
La van conservar fins al 1687 quan els imperials van ocupar Budin i altres fortaleses incloent Szolnok i Szegedin a la vora del Tisza deixant Eger aïllada; l'exèrcit otomà va iniciar una contraofensiva dirigida per Sulayman Pasha que fou aturada a la decisiva batalla de Mohács l'agost de 1687 i Carles V duc de Lorena la va recuperar després d'un setge que va durar fins al desembre quan es va rendir al general imperial Antonio Caraffa.
Eger fou ciutat episcopal. Va donar suport a Francesc II Rákóczi a la guerra d'independència de 1703-1711 contra els Habsburg que va acabar amb la derrota dels hongaresos pels imperials. Després va patir una plaga però no va aturar l'emigració cap a la ciutat que va arribar a uns 10000 vers 1750. Un incendi la va destruir el 1800 i les muralles de la part sud es van ensorrar el 1801. El 1804 fou seu d'un arquebisbat i els bisbes van continuar amb la senyoria local. Un nou incendi la va afectar greument el 1827 i una epidèmia el 1831. Fou una de les ciutats més actives en la revolució de 1848 que fou sufocada el 1849. El 1854 la municipalitat va comprar la llibertat a l'arquebisbe.

## Llocs interessants
- Castell
- Catedral (construïda el 1831-1837)
- Minaret, segle xvii el més al nord d'Europa
- Város a város alatt, un sistema soterrani de bodegues prop de la catedral
- Szépasszonyvölgy, una vall al sud amb bodegues
- Dobó tér, església minorita (1758-1767)
- Museu Palóc
- Col·legi Eszterházy
- Banys turcs
- Palau del prebost de 1758
- Parc Agria, mall comercial
- Jardins del arquebisbat
- Porta Fazola
- Església Minorita
- Església ortodoxa sèrbia (1784-1786)
- Església cistercenca
- Palau de l'arquebisbe

## Persones il·lustres
- Péter Ács (1981), Gran Mestre d'escacs

## Galeria

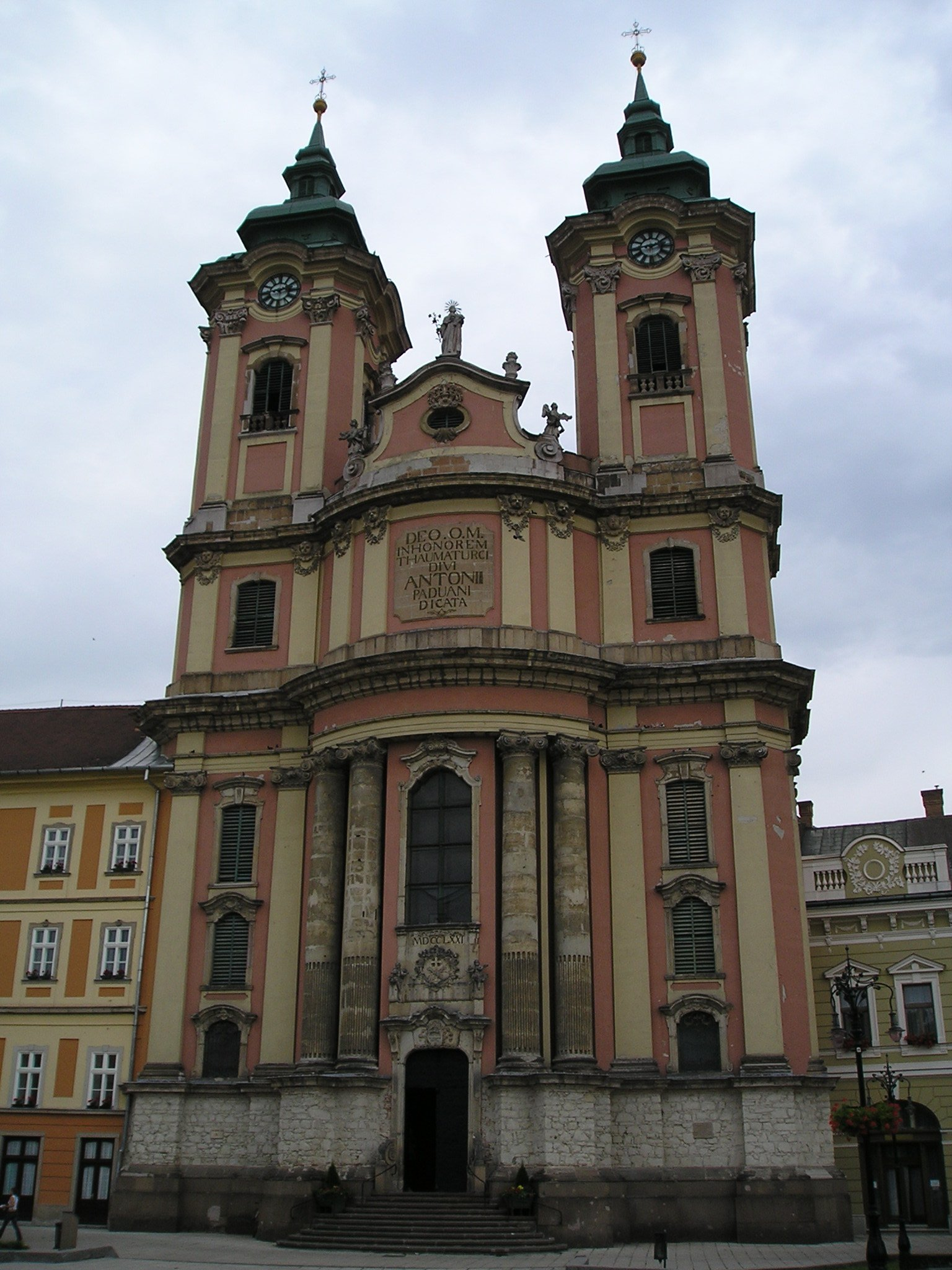
Església minorita
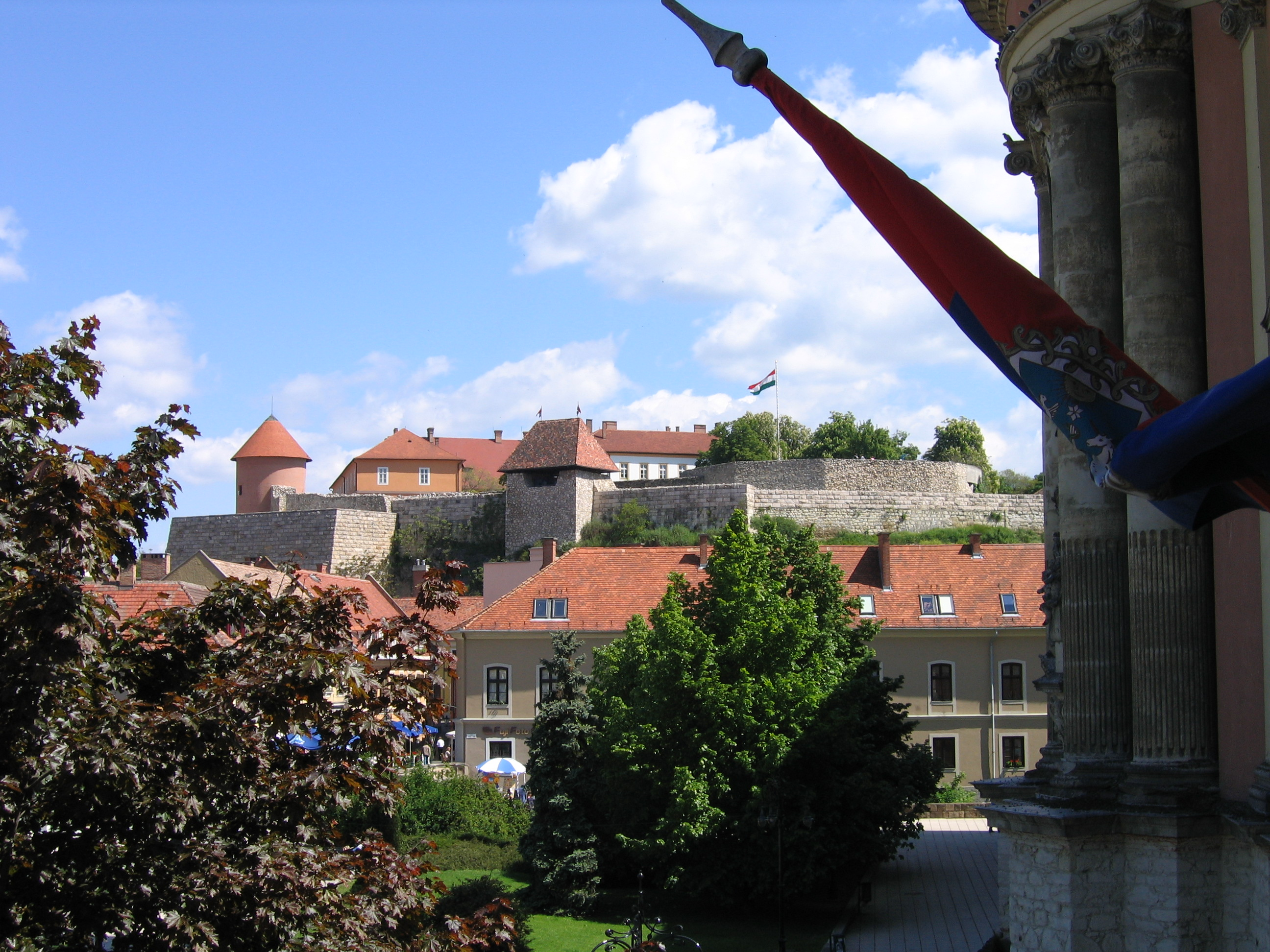
Castell d'Eger
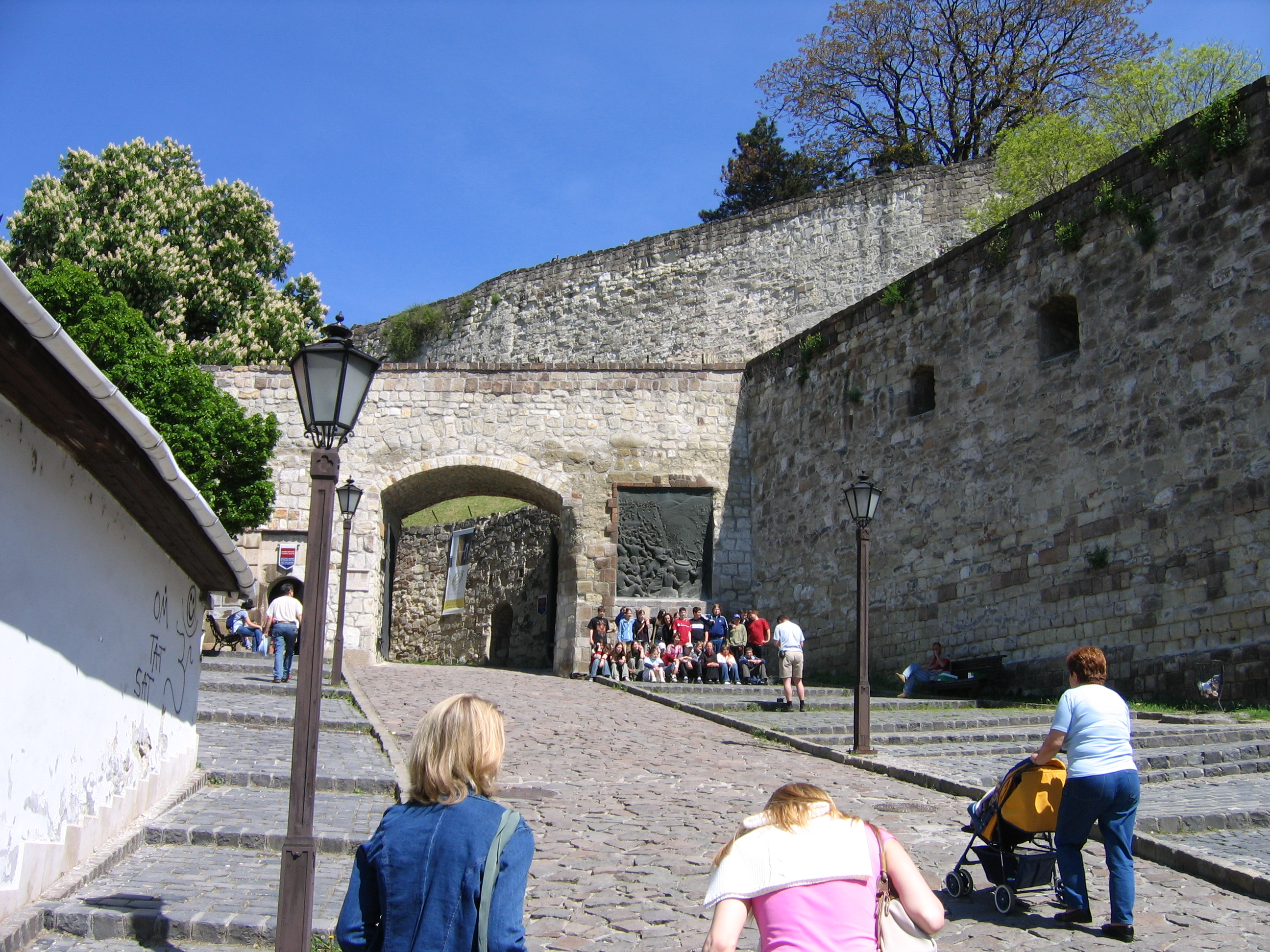
Entrada del castell
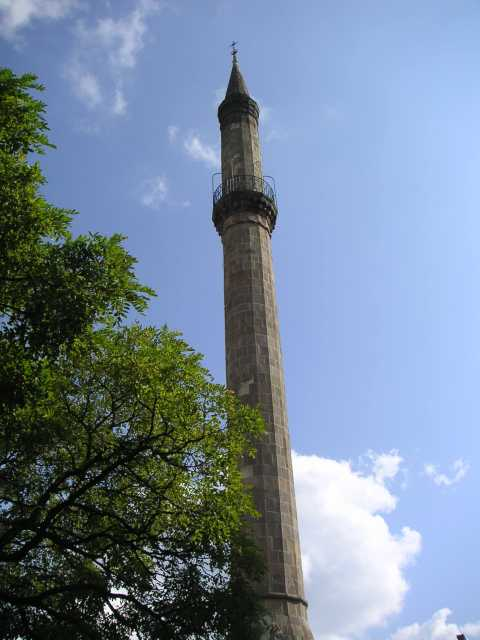
Eger minaret

## Agermanaments
- Dolný Kubín, Esovàquia
- Txeboksari, Rússia
- Esslingen am Neckar, Alemanya
- Gainesville, EUA
- Gyergyószentmiklós, Romania
- Kutná Hora, Txèquia
- Mâcon, França
- Pamukkale, Turquia
- Pori, Finlàndia
- Przemyśl, Polònia
- Sarzana, Itàlia